# 暴力団追放兵庫県民センター
公益財団法人暴力団追放兵庫県民センター（ぼうりょくだんついほうひょうごけんみんセンター）は、 暴力団員による不当な行為の防止等に関する法律の第32条の3の規定に基づき、兵庫県公安委員会から暴力追放運動推進センターとして指定を受けた公益法人である。兵庫県暴力追放運動推進センターとも。

## 相談所
- 神戸暴力相談所：神戸市中央区下山手通5丁目4番1号 兵庫県警察本部
- 尼崎暴力相談所：尼崎市東難波町5丁目21番8号　兵庫県尼崎総合庁舎別館1階
- 姫路暴力相談所：姫路市北条1丁目98番地　兵庫県姫路総合庁舎2階

## 代理訴訟
- 2017年10月2日、県民センターは地域住民の代理として、淡路市内の指定暴力団神戸山口組の本部事務所に対し、使用差し止めを求める仮処分を神戸地方裁判所に申し立てた[1]。これを受け、神戸山口組側は地裁が判断する前の同月25日、事務所を閉鎖した旨を関係組織に通達している[2]。

- 2018年6月28日、県民センターは地域住民20人の代理として、尼崎市内の指定暴力団任侠山口組（現・絆會）本部事務所に対し、使用差し止めを求めた仮処分申請を神戸地方裁判所に申し立てた。同年9月4日、神戸地裁は使用差し止めを認める決定を出している[3]。しかしその後も組員らの出入りが続いたことからセンターは間接強制の申し立てを行い、2020年10月、神戸地裁は仮処分命令に違反した場合、1日100万円の制裁金を科すとした間接強制を決定。絆會側は不服申し立てを行ったが、大阪高等裁判所は地裁判断を支持し、2021年3月3日付で棄却した[4]。

- 2019年10月31日、県民センターは地域住民の代理として尼崎市内の任侠山口組傘下団体古川組の事務所に対し、使用差し止めを求めた仮処分申請を神戸地方裁判所に申し立てた[5]。

- 2021年11月15日、県民センターは地域住民の代理として尼崎市内の神戸山口組傘下団体古川組の事務所に対し、使用差し止めを求めた仮処分申請を神戸地方裁判所に申し立てた[6]。同年12月20日、神戸地裁は使用差し止めを認める決定を出した[7]。